# Rue Florence-Blumenthal
Pour les articles homonymes, voir Florence Blumenthal et Blumenthal.
Ne doit pas être confondu avec Square Florence-Blumenthal.
La rue Florence-Blumenthal est une rue du 16e arrondissement de Paris.

## Situation et accès

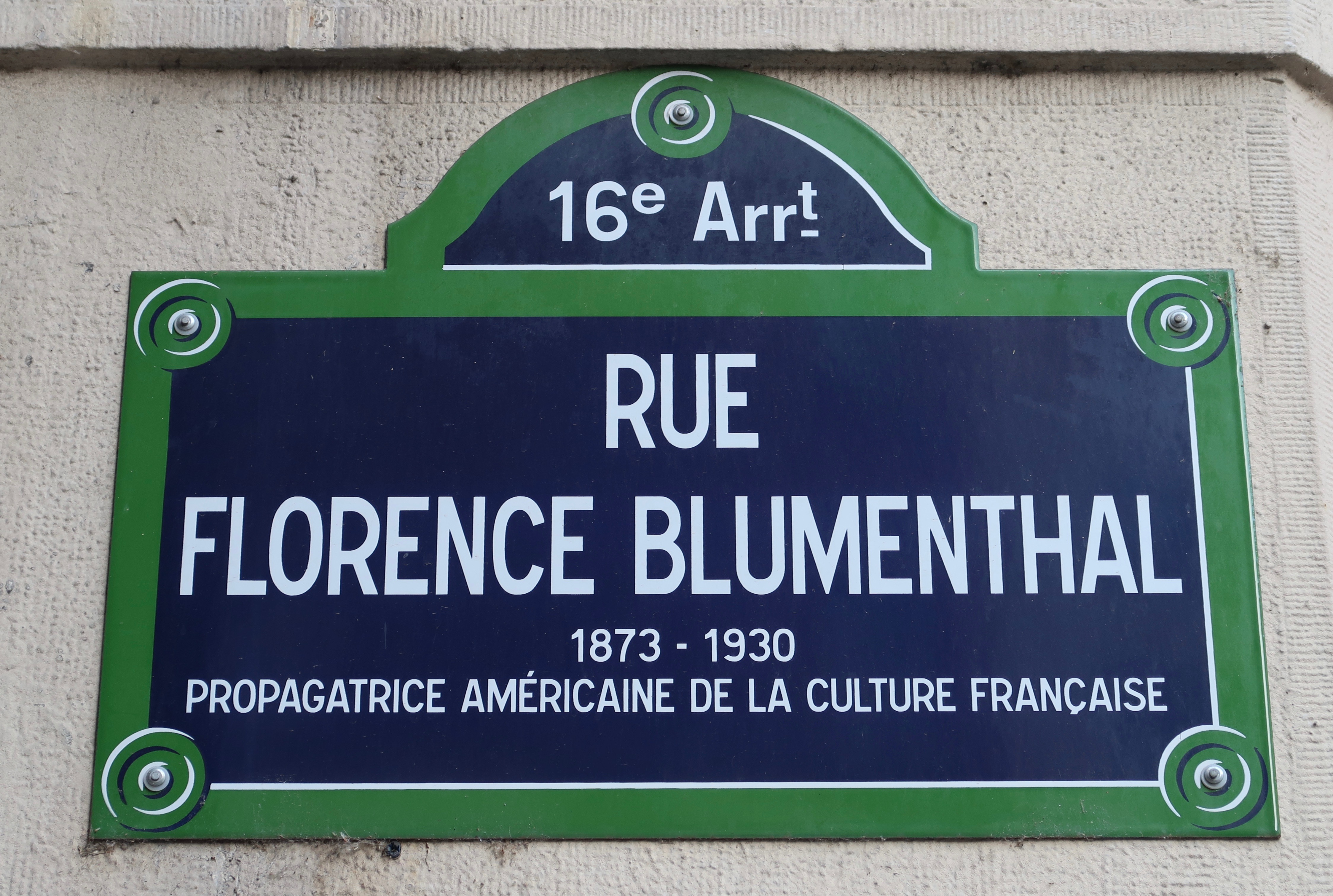
Plaque de la rue.

La rue Florence-Blumenthal est une voie publique située dans le 16e arrondissement de Paris. Elle commence 30-34, avenue de Versailles et finit 9, rue Félicien-David.

## Origine du nom

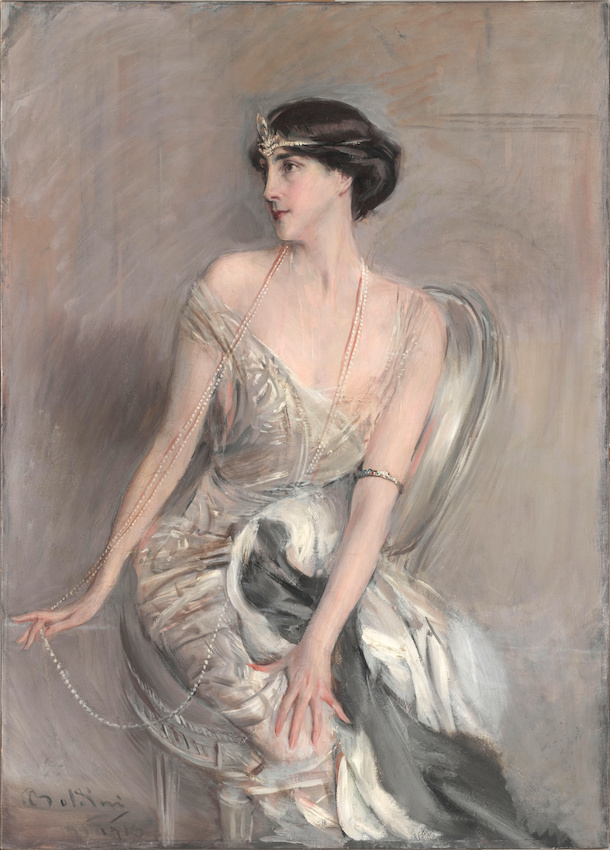
Florence Blumenthal.

Elle porte le nom de la philanthrope américaine Florence Blumenthal (1873-1930).

## Historique
Cette voie est ouverte par la Ville de Paris sous sa dénomination actuelle par un arrêté municipal du 29 juillet 1932.
Sous l'Occupation, cette rue fait partie de celles que le capitaine Paul Sézille, directeur de l'Institut d'étude des questions juives, voulait marquer d'une étoile jaune, en raison de l'origine juive de Florence Blumenthal. Ce projet n'aboutira pas. 

## Bâtiments remarquables et lieux de mémoire
- Le compositeur français d'origine polonaise Alexandre Tansman vécut au no 3 à partir de 1953[3], ainsi que l'accordéoniste Gus Viseur et sa famille à partir de 1939.